# يان فريمان
يان فريمان (بالهولندية: Jan Vreman)‏ (17 سبتمبر 1965 في هولندا - ) هو مدرب كرة قدم ولاعب كرة قدم هولندي في مركز الدفاع. لعب مع دي غرافشاب.